# Gravity (Kis-My-Ft2の曲)
「Gravity」は、2016年3月16日にavex traxから発売されたKis-My-Ft2の16枚目のシングルである。

## 概要
本作は初回限定盤A・初回限定盤B・通常盤・キスマイSHOP盤の4形態で発売された。なお、初回限定盤Aには「Gravity」のミュージック・ビデオ、「MU-CHU-DE 恋してる」レコーディングMOVIE、「Gravity」メンバー振り付け講座を、初回限定盤Bには「Gravity -Dance size-」マルチアングル MUSIC VIDEO、「Gravity」MUSIC VIDEO メイキングドキュメント、「Gravity」スペシャル座談会を収録したDVDが付属となっている 。また、ジャケットのメインビジュアルは初回限定盤A・初回限定盤B・通常盤・キスマイSHOP盤で異なる。
またメンバーの藤ヶ谷太輔主演の日本語版ドラマ、劇場版MARS〜ただ君を愛してる〜の主題歌となっている。

## 収録内容

### CD

#### 通常盤・初回生産限定盤A/B
※「Crystal Sky」以降、通常盤のみ収録。
1. Gravity［4:16］
作詞：Ryohei Yamamoto、作曲：Kento Takeda，Takuya Harada，Christofer Erixon、編曲：CHOKKAKU
  - 藤ヶ谷太輔主演 日本テレビドラマ/映画「MARS～ただ、君を愛してる～」主題歌
2. MU-CHU-DE 恋してる［4:36］
作詞：SOU (COZMIC CODE)、作曲：KASUMI (COZMIC CODE)、SOU (COZMIC CODE)、編曲：KASUMI (COZMIC CODE)
  - 藤ヶ谷太輔出演「銀座カラー」CMソング
3. Crystal Sky［3:59］
作詞：MiNE、作曲：STEVEN LEE，Sammy Naja，Drew Ryan Scott、編曲：Sammy Naja，STEVEN LEE，Drew Ryan Scott
4. Gravity -Ballad ver.-［4:19］
編曲：鈴木雅也
  - 表題曲のバラードバージョン

#### キスマイSHOP盤
1. Gravity
2. MU-CHU-DE 恋してる
3. Crystal Sky
4. Welcome［4:23］
作詞：2ndlifecrew、作曲：Takuya Harada，Joakim Bjornberg，Christofer Erixon、編曲：Takuya Harada

### DVD

#### 初回生産限定盤A
1. Gravity（Music Video）
2. MU-CHU-DE 恋してる（Recording Movie）
3. Gravity（Dance Lecture）

#### 初回生産限定盤B
1. Gravity -Dance size-（マルチアングルMusic Video）
2. Gravity（Making Movie）
3. Gravity（スペシャル座談会）

## 収録作品
| 楽曲タイトル       | 収録                                                | 収録                                        |
| ------------------ | --------------------------------------------------- | ------------------------------------------- |
| Gravity            | CDシングル                                          | 『Gravity』                                 |
| Gravity            | ミュージック・ビデオ                                | 『Gravity』〈初回生産限定盤A〉              |
| Gravity            | マルチアングル・ミュージック・ビデオ （Dance size） | 『Gravity』〈初回生産限定盤B〉              |
| Gravity            | CDアルバム                                          | 『I SCREAM』                                |
| Gravity            | ライブ映像                                          | 『CONCERT TOUR 2016 I SCREAM』              |
| Gravity            | ライブ映像                                          | 『LIVE TOUR 2017 MUSIC COLOSSEUM』          |
| Gravity            | ライブ映像                                          | 『LIVE TOUR 2020 To-y2』                    |
| Gravity            | CD （スペシャルエディット）                         | 『LIVE TOUR 2020 To-y2』〈通常盤DVD〉       |
| Gravity            | CDアルバム                                          | 『BEST of Kis-My-Ft2』                      |
| Gravity            | ミュージック・ビデオ                                | 『BEST of Kis-My-Ft2』〈初回盤A〉           |
| Gravity            | ライブ映像                                          | 『Kis-My-Ft2 Dome Tour 2024 Synopsis』      |
| MU-CHU-DE 恋してる | CDシングル                                          | 『Gravity』                                 |
| MU-CHU-DE 恋してる | レコーディングMOVIE                                 | 『Gravity』〈初回生産限定盤A〉              |
| MU-CHU-DE 恋してる | CDアルバム                                          | 『I SCREAM』                                |
| MU-CHU-DE 恋してる | ライブ映像                                          | 『CONCERT TOUR 2016 I SCREAM』              |
| MU-CHU-DE 恋してる | ライブ映像                                          | 『LIVE TOUR 2017 MUSIC COLOSSEUM』          |
| MU-CHU-DE 恋してる | CDアルバム                                          | 『BEST of Kis-My-Ft2』〈初回盤A〉           |
| Crystal Sky        | CDシングル                                          | 『Gravity』〈通常盤〉・〈キスマイSHOP盤〉   |
| Crystal Sky        | ライブ映像                                          | 『LIVE TOUR 2018 Yummy!! you&me』           |
| Crystal Sky        | CD （スペシャルエディット）                         | 『LIVE TOUR 2018 Yummy!! you&me』〈初回盤〉 |
| Welcome            | CDシングル                                          | 『Gravity』〈キスマイSHOP盤〉               |
| Welcome            | ライブ映像                                          | 『LIVE TOUR 2021 HOME』〈Blu-ray盤〉        |